# Джон О'Шей
Джон O'Шей (на английски: John Francis O'Shea) е бивш ирландски футболист, роден на 30 април 1981 г. в Уотърфорд, Ирландия. Той е един от най-универсалните бранители в модерния футбол. Може да играе на всяка позиция в защита, както и като дефанзивен или централен полузащитник. Силните му страни са физическите му данни, отличният му баланс и прецизен пас. Освен в защита, умее да играе и в атака, като е отбелязал няколко изключително важни попадения.